# Sisagno
Sisagno, Sisagn, Zizagn, Zizzano, Zizano (in croato: Žižanj) è un isolotto disabitato della Croazia situato nel mare Adriatico a sud di Pasmano; fa parte dell'arcipelago zaratino. Amministrativamente appartiene al comune di Tuconio, nella regione zaratina.

## Geografia
Sisagno si trova circa 250 m a sud della parte meridionale di Pasmano, diviso dall'isola dal passaggio Druzze (prolaz Druce); 500 m a nord di Gangaro e circa 470 m a est di Cossara (Košara). Ha una forma irregolare con una piccola valle che si apre a sud-ovest (uvala Jota); ha una superficie di 0,928 km², uno sviluppo costiero di 4,51 km e un'altezza massima di 46 m.

### Isole adiacenti
- Cossara, a ovest.
- Oliveto[11], Maslignak[12] o Mazlignak (Košarica o Maslinjak), isolotto lungo circa 320 m[2] a nord-ovest, a circa 500 m, situato tra Cossara e la costa di Pasman, ha un'area di 0,034 km²[1], la costa lunga 0,78 km[1] e l'altezza di 17 m[2] 43°53′23″N 15°24′40″E.
- Un piccolo scoglio chiamato Capo di Maslignak (Glava od Maslinjaka)[9], alto 6 m[2], si trova accanto alla punta sud-est di Oliveto; ha un'area di 1047 m²[9]43°54′01″N 15°24′22″E.
- Asinello Grande[13] o Osliak[12] o Ossliak[6] (Ošljak Veli), scoglio rotondo (diametro circa 100 m[2]) a sud-est a circa 800 m[2]; ha un'area di 0,011 km²[9], la costa lunga 376 m[9] ed è alto10,8 m[2] 43°52′34″N 15°26′18″E;
- Asinello Piccolo[13] (Ošljak Mali), piccolo scoglio a est a 1,1 km di distanza[2] con un'area di 2290 m²[9] e l'altezza di 4 m[2] 43°52′36″N 15°26′49″E.
- Gangaro, a sud.

### Cartografia
- (HR) Mappa topografica della Croazia 1:25000, su preglednik.arkod.hr. URL consultato il 27 febbraio 2017.
- G. Giani, Carta prospettiva delle Comuni censuarie della Dalmazia, foglio 2, 1839. Fondo Miscellanea cartografica catastale, Archivio di Stato di Trieste.
- Carta di cabottaggio del mare Adriatico, foglio VII, Milano, Istituto geografico militare, 1822-1824. URL consultato il 27 febbraio 2017 (archiviato dall'url originale il 13 aprile 2013).